# توم مكانتس
توم مكانتس (بالإنجليزية: Tom McCants)‏ هو منافس ألعاب قوى أمريكي، ولد في 27 نوفمبر 1962.

## وصلات خارجية
- توم مكانتس على موقع الاتحاد الدولي لألعاب القوى (الإنجليزية)